# Медицина давньої Індії
Медицина давньої Індії — згідно з індійськими міфами, засновником медицини були боги Шива та Дханвантарі.
Найбільш відомі — Аюрведа та практики омолодження Расаяна, читтарна медицина тамільських сіддхів. 13 тисяч років тому, група сіддхів, інтенсивно працюючи, створила систему для продовження життя — Кайа-Кальпа (омолодження тіла).
Медичні пізнання зібрані у священних гімнах, або ведах, а саме в Яджур-веді, яка була складена не раніше IX ст. до н. е. Пізніше, в період брагманів, з'явилось пояснення вед які були написані різноманітними письменниками, з останніх найвідоміші Чарака та Сушрута. В них ми зустрічаємо здоровий погляд на хвороби та логічні висновки на рахунок лікування. Ймовірно, твори двох вище названих авторів були складені в III—IX ст. до н. е.; твори мають вигляд збірників, у які ввійшли уривки, що були написані різноманітними авторами. Окрім цих творів збереглось багато інших, які роз'яснюють ту чи іншу галузь медицини. Спочатку медициною займалась виключно брагмани, але, досить таки рано лікувальна справа перейшла в руки особливого стану — до касти ведія. Представники цієї касти, на відміну від брагманів, отримували винагороду за свою роботу. Викладання медицини здійснювалося певними брагманами, які називались гуру, для та щоб знати щось необхідного було читати священні книги, знати визначення, вивчення ліків, і все це на прикладах лікування хворих. Для поповнення знань учні здійснювали подорожі і спостерігали як лікує інший гуру. Після закінчення лікувальної освіти, молодий лікар отримував від раджі право лікувати, і зобов'язаний був давати обіцянку — вдягатись чисто, стригти бороду та нігті, м'яко розмовляти, без різкостей, приходити до хворого за першим викликом, лікувати даром брагманів і не братись за лікування невиліковних страждань/хвороб.
Поряд з освідченими лікарями були й знахарі. Викликаний до хворого лікар, ретельно досліджував хвору частину тіла і призначав ліки, коли повністю був впевнений у характері хвороби. Особливо добре розроблена в індійській медицині хірургія, яка називається шалія. Індійські хірурги вміло проводили операції по видаленню каменів з нирок, видалення катаракти, прокол грудної клітки і т. д. При переломах накладались певні пов'язки. Кровотечі зупинялись припалюванням. Рани перев'язувались належним чином. Особливу славу складають пластичні операції — для відновлення відсутніх частин тіла як ніс або вухо. Клаптик брався зі здорової сусідньої ділянки тіла і приживлявся до місця яке було необхідно закрити. Подібні операції здійснювались і в Європі, починаючи з XVI століття, але при цих операціях клаптик брався з віддаленої частини тіла, пізніше був розповсюджений індійський спосіб.
Гігієні в Індії було присвячено багато творів. У них вивчався вплив клімату, і період року, їжі і т. д. Свіжі запаси їжі вважались найкориснішими для здоров'я, також рекомендувалося приймати ванни й розтирати тіло різними мазями. Зуби чистяться щіточкою з м'яких дерев'яних гілочок, зубний порошок виготовлявся із меду, довгого перцю, сухого імбиру. Із харчових речовин найкорисніше м'ясо, мед, очищений тваринний жир, молоко різних тварин. Спиртні напої були заборонені, але згодом розповсюджені всюди. Сушрута описує напої з різноманітних плодів, вино вважалось необхідним для покращення апетиту.